# Pokémon Red és Blue
A Pokémon Red és Pokémon Blue verziók a Pokémon videójáték-sorozat első részei voltak. A Game Freak fejlesztette, és a Nintendo adta ki a Game Boy konzolra.

## Története
Japánban 1996-ban jelent meg, de később, az ezt követő három évben Észak-Amerikában, Európában és Ausztráliában is kiadták. a Pokémon Yellow, egy különleges verzió bő egy évvel a két eredeti verzió megjelenése után került a polcokra. A Red és a Blue verziókból később Pokémon FireRed és LeafGreen címen remake készült a Game Boy Advance konzolra 2004-ben.
A játékos a főszereplőt felülnézetből irányítja, és így vezeti őt végig Kanto fiktív régiójában. A játék célja, hogy minden idők legjobb Pokémon-mesterévé váljunk, ehhez pedig nyolc jelvényt kell gyűjtenünk az ún. Pokémon edzőtermek vezetőitől, ezután pedig le kell győznünk a négy legjobb edzőt, az Elit Négyest, végül pedig a régió bajnokával kell megküzdenünk, hogy bejussunk a Dicsőségek Csarnokába (Hall of Fame). A játék másik célja az, hogy teljesítsük a Pokédexet, egy high-tech enciklopédiát. Ehhez el kell fogni mind a 151 pokémont. A Red és a Blue verziók a Game Link Cable segítségével kommunikálnak egymással, ezáltal lehetővé téve a két játék közötti pokémon-cserét és -mérkőzéseket. A két játék nem függ egymástól, és nagyjából megegyezik a cselekményük és, bár a kettőt külön is lehet játszani, mindkettőre szükség van a 151 pokémon-faj összegyűjtéséhez.
A Red és Blue verziók nagyon pozitív kritikát kaptak; a kritikusok örömmel fogadták a többjátékos funkciókat, különösen a cserét tartották jó ötletnek. 93 százalékos értékelést kaptak a Game Rankings-en, és a legjobb játékok listájára legalább négy évben felkerültek az IGN Top 100 Games of All Time (Minden idők 100 legjobb játéka) listájára. A játékok megjelentetése egy több milliárd dolláros eladású franchise kezdetét jelentették. Világszerte több millió példány kelt el, és 2009-ben a játékok bekerültek a Guinness Rekordok Könyvébe, mint a "Legjobban eladott RPG Game Boy konzolra", és "Minden idők legtöbb példányban elkelt RPG játéka".

## Játékmenet
A Red és a Blue verziók harmadik személyű, felülnézetes játékok, és háromféle képernyővel: az egyik a bejárható világot mutatja; itt a játékos a főhőst navigálja. A második képernyő a csataképernyő: akkor vált erre a játék, ha az ún. magas fűben pokémonra lel a játékos. A harmadik képernyő pedig a menü, ahol a játékos megnézheti és rendezgetheti a pokémonjait és a tárgyait, illetve átállíthatja a játék beállításait.
A játékos arra használja pokémonjait, hogy más pokémonokkal mérkőztesse meg őket. Amikor a játékos találkozik egy vad pokémonnal, vagy kihívja őt egy mérkőzésre egy másik edző, a képernyő kör alapú csataképernyőre vált, ami a mérkőző pokémonokat mutatja. A mérkőzés alatt a játékos különféle lépésekre utasíthatja pokémonját, tárgyat használhat rajta, leválthatja őt vagy megkísérelhet elszökni. Ez utóbbi edző elleni mérkőzésben sosem járhat sikerrel. A pokémonok HP-vel (Hit Points – "Találati Pontok") rendelkeznek: ha a pokémon HP-je nullára csökken, elájul és nem képes harcolni, amíg fel nem ébresztik. Ha az ellenfél pokémonja elájul, a játékos mérkőzésben részt vevő pokémonja bizonyos mértékű tapasztalati pontot (EXP) kap. Ha elég EXP gyűlik össze, a pokémon szintet lép. A pokémon szintje határozza meg fizikai tulajdonságait, mint például a pokémonok harci értékeit és a megtanult lépéseit.
A pokémonok megszerzése a játék egyik legfontosabb része. Egy vad pokémonnal való mérkőzés során a játékos dönthet úgy, hogy egy Pokélabdát (Poké Ball) dob a vad pokémonra. Ha a pokémon nem képes kiszabadulni a labdából, más szóval, ha sikerül megszerezni, a játékos irányítása alá kerül. A megszerzés tényezői közé tartozik a megszerzendő pokémon HP-je és a használt Pokélabda típusa is: minél alacsonyabb a kívánt pokémon HP-ja és minél erősebb a Pokélabda, annál nagyobb a valószínűsége annak, hogy a játékos sikerrel jár. A játék célja a Pokédex, egy high-tech pokémon enciklopédia kitöltése: ehhez el kell kapni az összes megtalálható fajt, át kell fejleszteni azokat, amelyek képesek rá, illetve cserével szert kell tenni azokra a fajokra is, amelyek az adott verzióban nem találhatók meg (bővebben erről ld. A verziók közötti különbségek c. fejezetet). Összesen 151 fajt kell megszerezni a Pokédex teljes kitöltéséhez, azonban a 151., Mew megszerzéséhez különleges Nintendo-promóció révén lehetett csak hozzájutni.
A Pokémon Red és Blue verziók lehetővé teszik a két játék közti pokémon-cserét a Game Link Cable segítségével. A pokémonok cseréje elengedhetetlen a Pokédex kitöltéséhez, mert a két játékban vannak olyan pokémonok, amiket csak az adott verzióban lehet megszerezni. A Link Cable arra is lehetőséget ad, hogy két játékos Pokémon-mérkőzést vívjon egymás csapatával. Ha a Red vagy a Blue verziót Game Boy Advance, vagy Game Boy Advance SP konzolon használjuk, a hagyományos Game Boy Advance, vagy Game Boy Advance SP kábel nem működik; helyette a játékosoknak a Nintendo Universal Game Link Cable-t kell használniuk. Továbbá az angol nyelvű változatok nem kompatibilisek a japán változatokkal, ezért az ilyen változatok közötti csere adatvesztéssel járhat, mert a játékok különböző nyelvet és emiatt különböző karakterkészletet használnak.
A Red és a Blue verziókban nem csak az egymás közötti és a Yellow-val történő csere lehetséges, hanem a két játék képes a Pokémon játékok második generációjával, vagyis a Pokémon Gold és Silver verziókkal, illetve a Pokémon Crystal verzióval való cserére is. Azonban a cserének vannak megkötései is: a játékokat nem lehet összekötni, ha az egyik játékos csapatában olyan pokémon van, ami vagy csak a második generációra jellemző, új pokémon, vagy a második generációban bemutatott új lépések egyikét ismeri. Továbbá a Nintendo 64 Transfer Pak-je segítségével pokémonokat és tárgyakat lehet a Pokémon Red és Blue verziókból a Nintendo 64-re kiadott Pokémon Stadiumba, és a Pokémon Stadium 2-be küldeni. A Red és a Blue verzió nem kompatibilis a Game Boy Advance és a Nintendo Gamecube konzolok Pokémon játékaival.

## A verziók közötti különbségek
Mindkét Pokémon verzióban van néhány pokémon, amit csak a másik verzióban lehet elfogni, ezért mindenképpen cserélni kell a két verzió között a Pokédex kitöltéséhez. A játékmenetben és a történetben nincsen különbség.
A kizárólag az egyes verziókban elfogható pokémonok:
| Red             | Blue            |
| --------------- | --------------- |
| #023 Ekans      | #027 Sandshrew  |
| #024 Arbok      | #023 Sandslash  |
| #043 Oddish     | #037 Vulpix     |
| #044 Gloom      | #038 Ninetales  |
| #045 Vileplume  | #052 Meowth     |
| #056 Mankey     | #053 Persian    |
| #057 Primeape   | #069 Bellsprout |
| #058 Growlithe  | #070 Weepinbell |
| #059 Arcanine   | #071 Victreebel |
| #123 Scyther    | #126 Magmar     |
| #125 Electabuzz | #127 Pinsir     |

## Fordítás
- Ez a szócikk részben vagy egészben  a   Pokémon Red and Blue című angol Wikipédia-szócikk fordításán alapul.  Az eredeti cikk szerkesztőit annak laptörténete sorolja fel. Ez a jelzés csupán a megfogalmazás eredetét és a szerzői jogokat jelzi, nem szolgál a cikkben szereplő információk forrásmegjelöléseként.